# Skarkos
El jaciment de Skarkos (en grec, Σκάρκος) està situat al turó de Kambos, la zona més fèrtil de l'illa grega de Íos, a les Cíclades, aproximadament a 1 km al nord-est del port.

## Excavacions
De 1986 a 1995, sota la direcció arqueològica de Marisa Marthari s'excava aquest jaciment de l'edat del bronze, que data del 2700 al 2400-2300 ae. L'assentament s'estén més de 1,1 hectàrees i continua sent el més gran i millor conservat de la cultura Keros-Siros de la civilització ciclàdica: fou habitat per 200 a 300 persones. Per primera volta s'exposà el conjunt de cases, amb la conjectura que l'assentament fou abandonat com a resultat d'un desastre, probablement un terratrèmol.
Skarkos està construït en terrasses que segueixen el relleu natural del turó. L'edifici residencial rectangular de pedra té una planta baixa, una planta alta i un pati tancat. Es conserva a una alçada de 3-4 m. El sistema de planificació de Skarkos és comparable al del jaciment de Poliojni a l'illa de Lemnos, datat del començament del tercer mil·lenni. S'hi crearen espais públics i carrers amb una amplària d'1-2 m. Les funcions de les cases i la situació econòmica de la societat es poden rastrejar gràcies a l'arquitectura i a les moltes petites troballes de terrisseria, eines i ossos d'animals. Les pedres de molí, fogons, ossos d'animals de bestiar oví i caprí i caragols expliquen que les activitats que es relacionen amb la preparació d'aliments es duien a terme a la planta baixa de les cases i als patis.

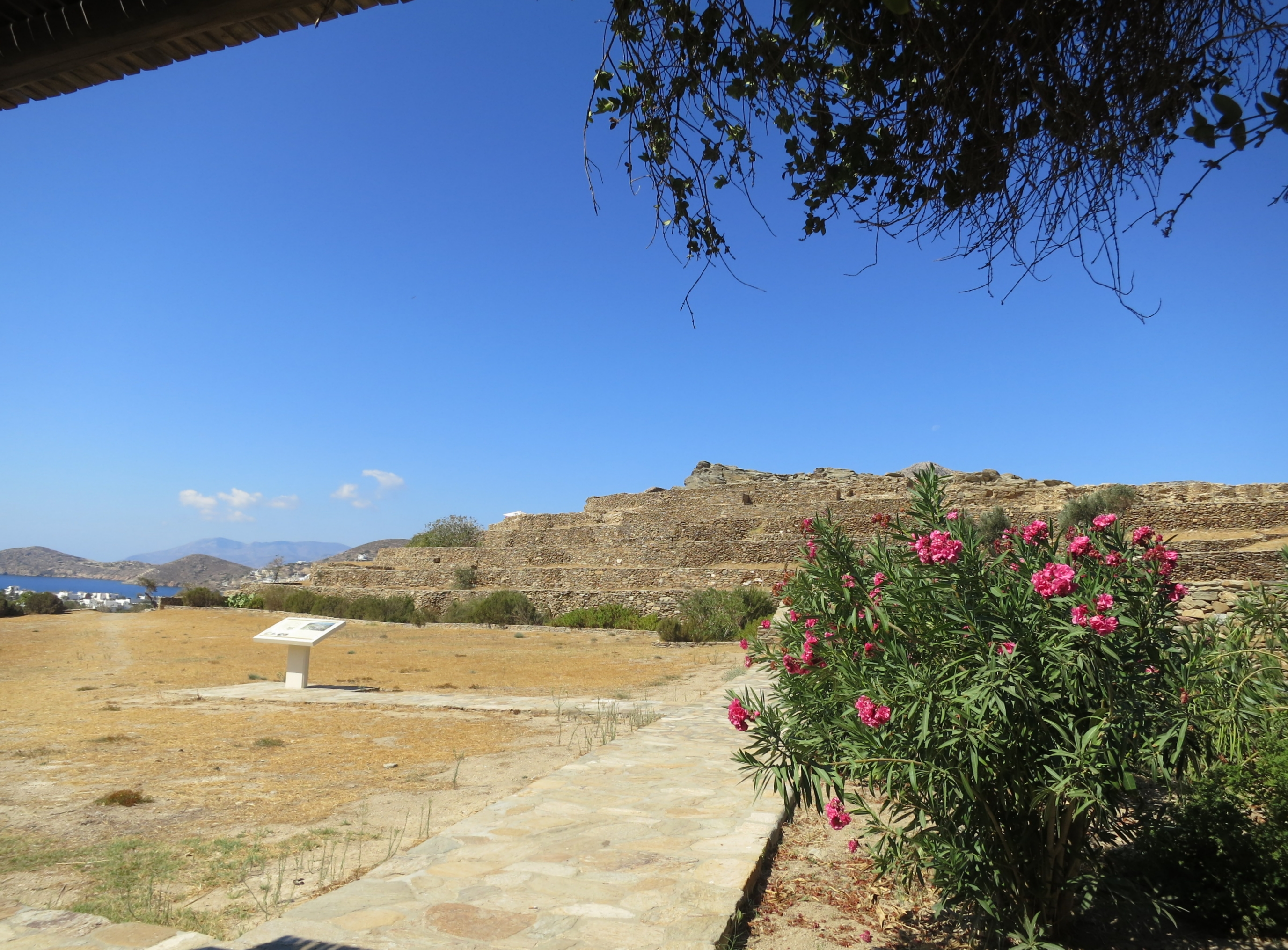
Jaciment de Skarkos

La sala i les cambres d'emmagatzematge de la ceràmica i els béns són al pis de dalt. Molts pitos d'una alçada d'1 a 1,30 m s'usaven per a guardar el gra i també apunten a la pràctica d'una agricultura intensiva als voltants. A part de l'agricultura, la ramaderia, la pesca i el comerç, treballaven l'obsidiana i els metalls. S'hi han detectat acumulacions de reduccions d'obsidiana en una cambra del primer pis i es va interpretar com un taller. Les marques de ceràmica indiquen el comerç especialitzat i la barata.
Les eines de pedra per a la producció de vasos de marbre, figures i talles d'os i de processament de metall també s'hi han trobat. L'ús de morters per a polvoritzar el blau (atzurita) i pigments vermells per a cosmètics i decoració d'estàtues de marbre hi és notable. El pigment blau es trobà en tubs d'os. Els segells d'argila indiquen el control de la producció agrícola i l'organització de la distribució. La possessió d'aquest tipus de segells d'argila indica la prosperitat econòmica i la diferenciació social en la comunitat.
Moltes troballes d'aquest jaciment s'exposen en el Museu Arqueològic de Íos.

## Premi
L'excel·lent excavació del jaciment arqueològic de Skarkos fou Premi Europeu de Patrimoni Cultural (Premi Unió Europea de Patrimoni Cultural-Premis Europa Nostra), a causa de:
| « | l'extraordinària qualitat dels treballs de conservació, sobretot per les intervencions mínimes i molt sensibles que no afecten el paisatge únic. | » |